# Адел Кастиoн
Адел Кастиoн ду Перон (24. октобар 2001) је француска певачица и глумица. Била је певачица у француском поп дуу Видеоклуб од 2018. до 2021. године, а од тада је соло. Као глумица, појавила се у француској комедији Sous le même toit (2017) и француском трилеру School's out (2018)

## Рани живот и каријера
Кастијон је рођенa у Анжеу, Француска, од оца Беноа Кастиoна ду Перона и мајке Ане-Паскале Кревекур. Она има двоје браће и сестара. Као дете, Кастиљон је почела да прави Јутјуб видео снимке и имала је позоришну обуку, додуше, није сматрала да су ово двоје међусобно повезани и није намеравала да користи Јутјуб за своју каријеру. Када је имала 15 година, заједно са глумицом Леом Сејду и неким пријатељима, интервјуисала је Далај Ламу у Дарамшали, Индија.
Године 2018, Кастијон је упознала Матјеа Реноа и заједно са њим основала Видеоклуб, због њихове заједничке љубави према носталгији 80-их. Њихов канал је прикупио преко 20.000 претплатника пре него што је на њему било шта објављено (што је изазвало сумњу Јутјуб канцеларија) због њене популарности на сајту. Њихова музика је брзо постала вирална на Јутјубу, као и на ТикТоку и на Спотифају .
У мају 2021. године, пре објављивања њиховог албума Еуфорије, група Видеоклуб је најавила да се распушта и да ће се свако од њих бавити соло пројектима.
10. јуна 2022. објавила је песму „Импала“, прву након разлаза Видеоклуба.
Њен други сингл под називом „Реве“(фр. "Rêve", "san") објављен је 7. априла 2023.
16. јуна 2023. године објавила је свој трећи сингл „Алабама“.

## Дискографија
| Наслов                      | Детаљи |
| --------------------------- | --- |
| "Plaisir Risque Dépendance" | - Објављен: 20. октобра 2023 - Ознака: Iconoclast Music, Sony Music France - Формати: ЦД, дигитално преузимање, стримовање - Досегла је 58. место на СНЕП листи албума |

| Наслов              | Детаљи |
| ------------------- | --- |
| "Crèvecoeur (EP.I)" | - Објављен: 4. септембра 2024 - Ознака: Iconoclast Music, Sony Music France - Формати: дигитално преузимање, стримовање |

| Наслов               | Година | Највиша позиција на листама | Албум                     |
| Наслов               | Година | Француска                   | Албум                     |
| -------------------- | ------ | --------------------------- | ------------------------- |
| "Impala"             | 2022   | —                           | Plaisir Risque Dépendance |
| "Rêve"               | 2023   | —                           | Plaisir Risque Dépendance |
| "Alabama"            | 2023   | —                           | Plaisir Risque Dépendance |
| "C'est Drôle"        | 2023   | —                           | Plaisir Risque Dépendance |
| "Ce Soir" (ft. Gazo) | 2024   | 76                          | Crèvecoeur (EP.I)         |

## Филмографија
| Година | Наслов           | Улога        |
| ------ | ---------------- | ------------ |
| 2017   | Под истим кровом | Виолет Хазан |
| 2018   | School's out     | Клара        |

| Наслов        | Година | директор(и)       |
| ------------- | ------ | ----------------- |
| "Impala"      | 2022   | Алис Моатие       |
| "Rêve"        | 2023   | Адел Кастион      |
| "Alabama"     | 2023   | Франческо Петрони |
| "C'est Drôle" | 2023   | Сирине Мамун      |
| "Sensations"  | 2023   | Антоан Шапус      |
| "Ce Soir"     | 2024   | Марио Рудил       |

## Лични живот
Кастион је открла у подкасту Полет Гризони „La leçon“ (ср: Лекција) да се љубавни пар разишао пре раздвајања групе. Она такође открива детаље тешког раскида, укључујући њен разилазак са породицом њеног бившег дечка и бившег партнера Матјуа Реноа.  Кастиион је открила разлог раскида на Тиктоку, али је неколико дана касније тај видео снимак обрисан.

### Зависност
Крајем 2019. Кастион је развила зависност од лекова против болова која је трајала до почетка 2023. године, када је одлучила да се лечи и прекине конзумацију дроге и лекова, укључујући и алкохола.  Рекла је да би за то време узимала десет или више таблета дневно. 